# Horikawa
Horikawa, född 1079, död 1107, var regerande kejsare av Japan mellan 1087 och 1107.